# Tetramorium muscorum
Tetramorium muscorum är en myrart som beskrevs av Arnold 1926. Tetramorium muscorum ingår i släktet Tetramorium och familjen myror. Inga underarter finns listade i Catalogue of Life.

## Bildgalleri

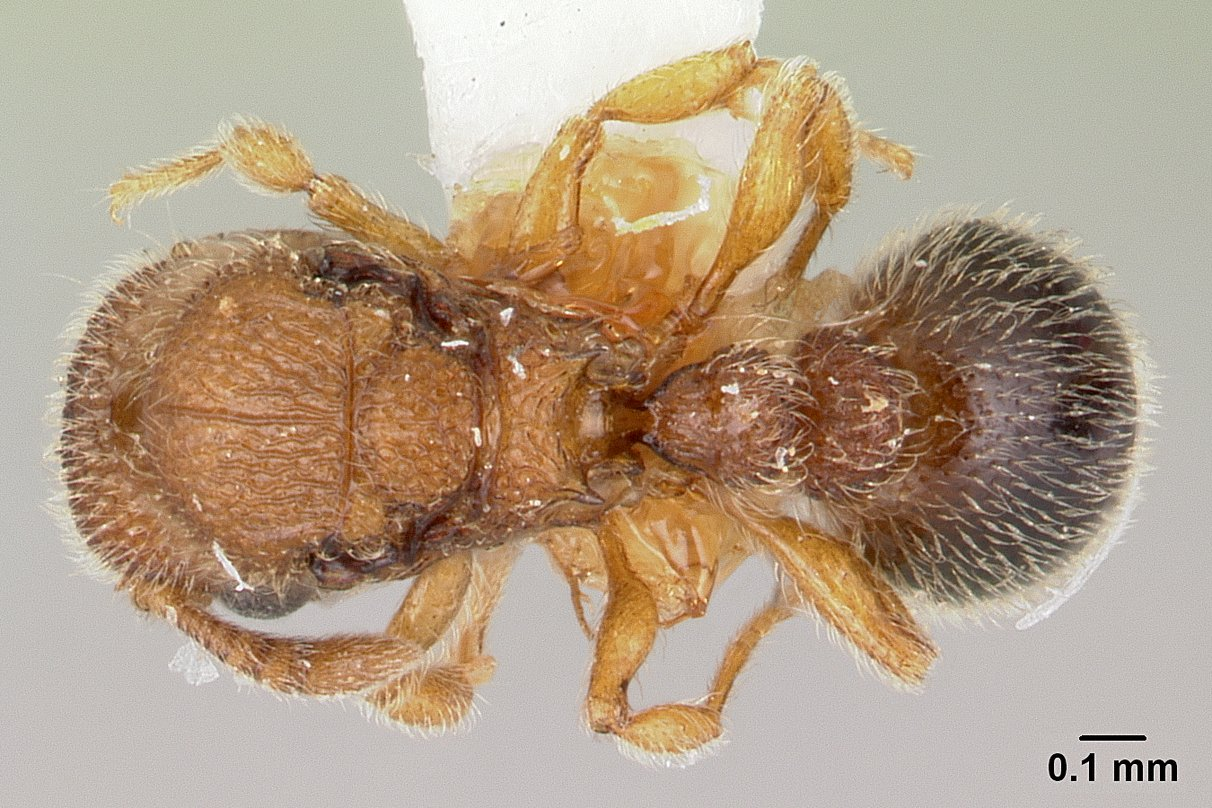
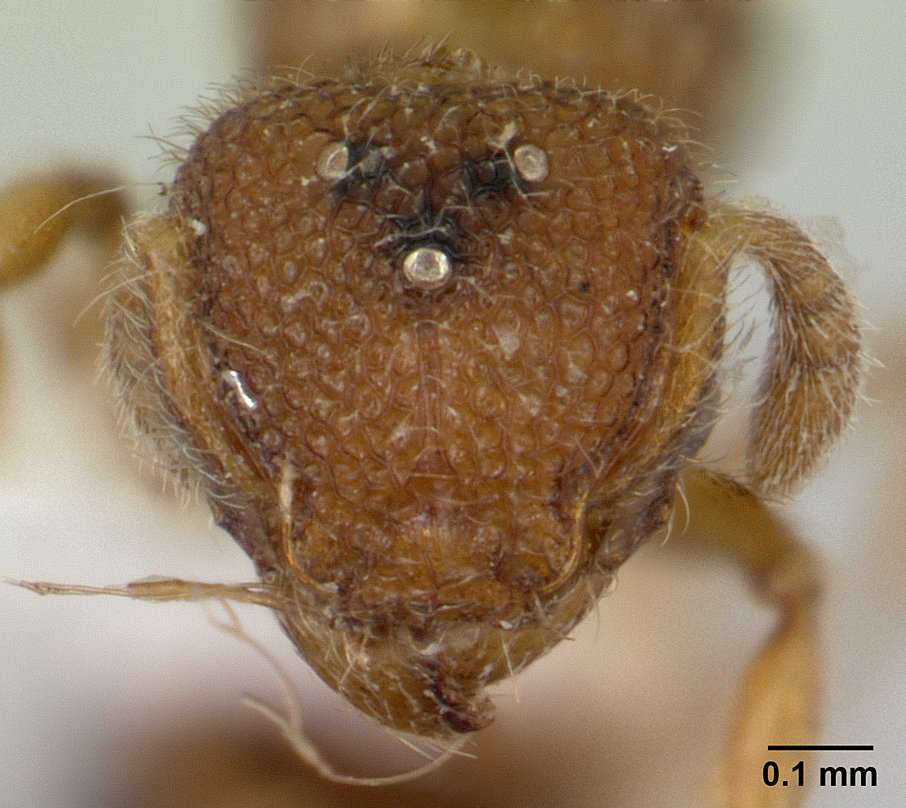
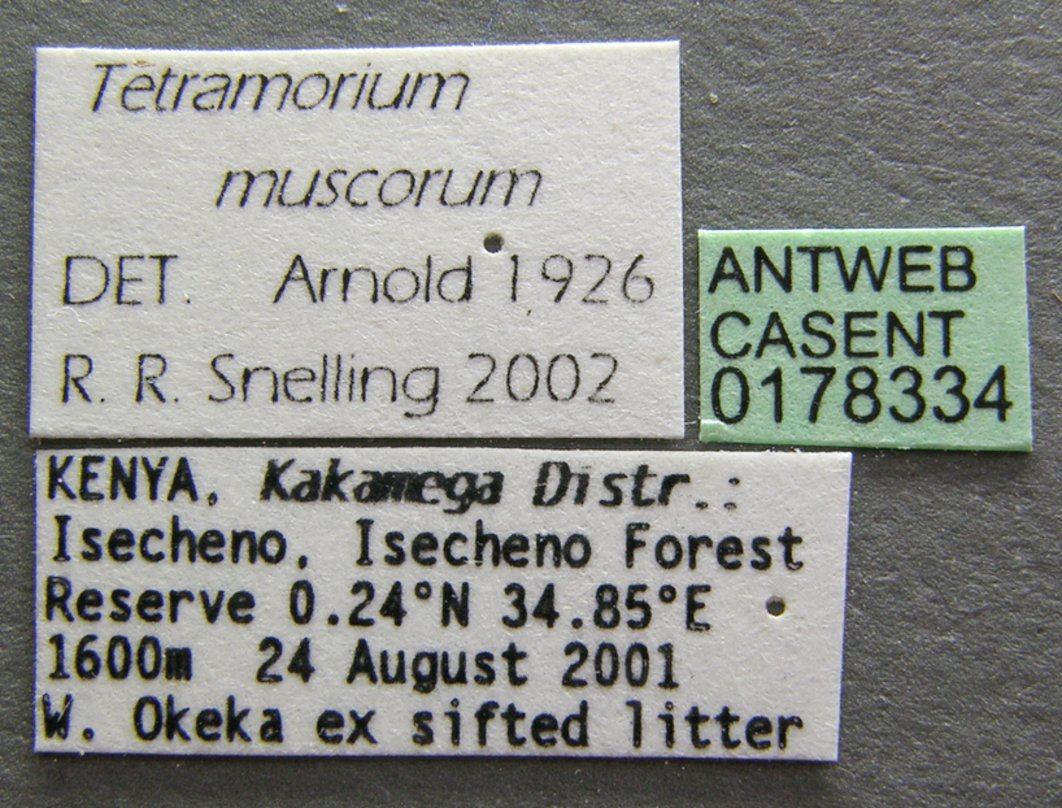
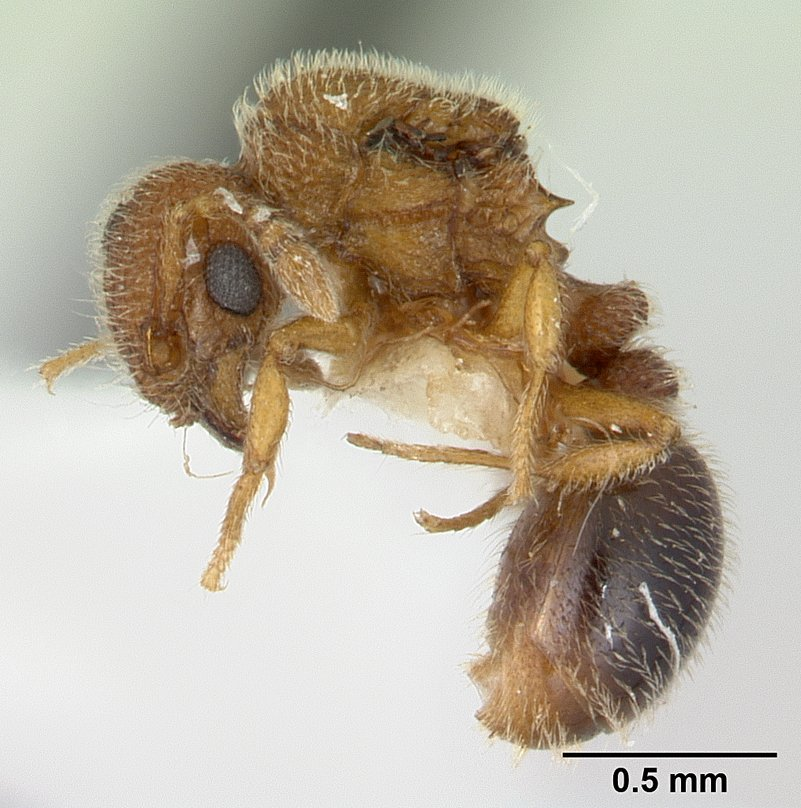
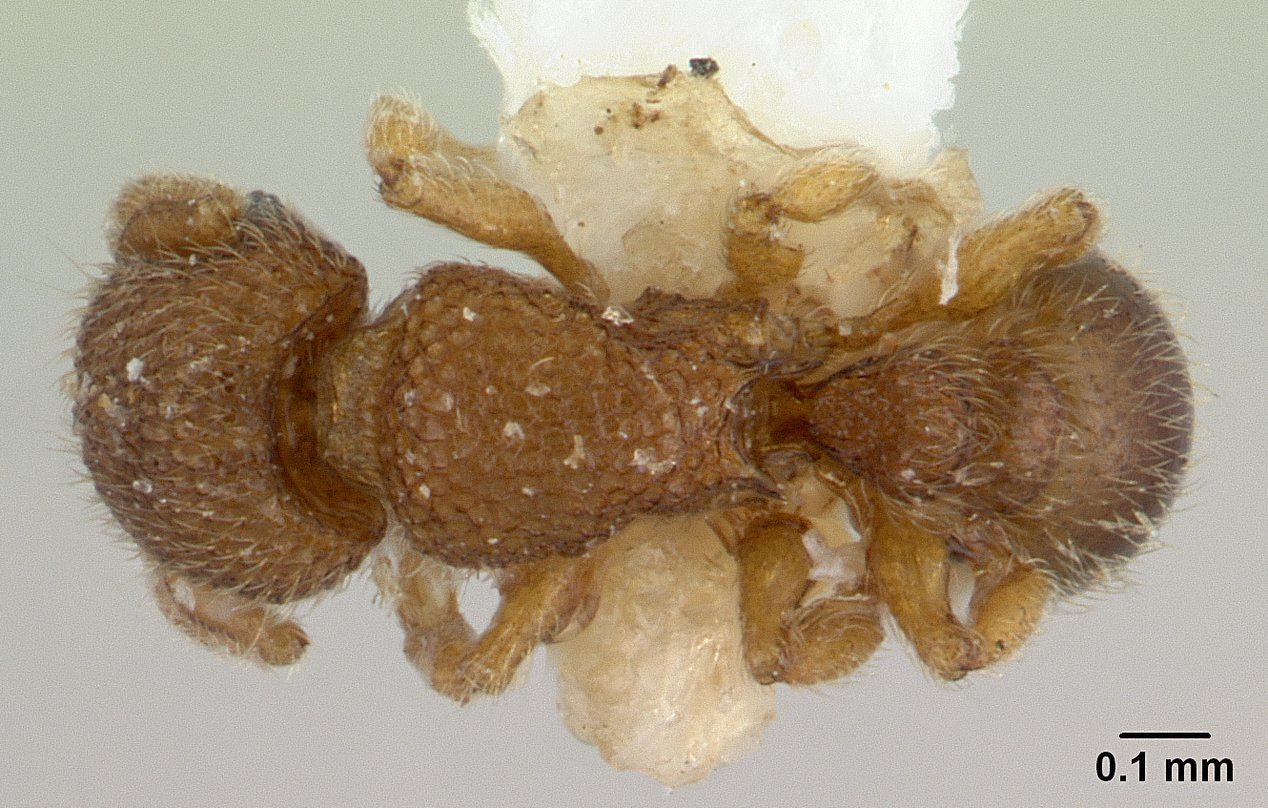
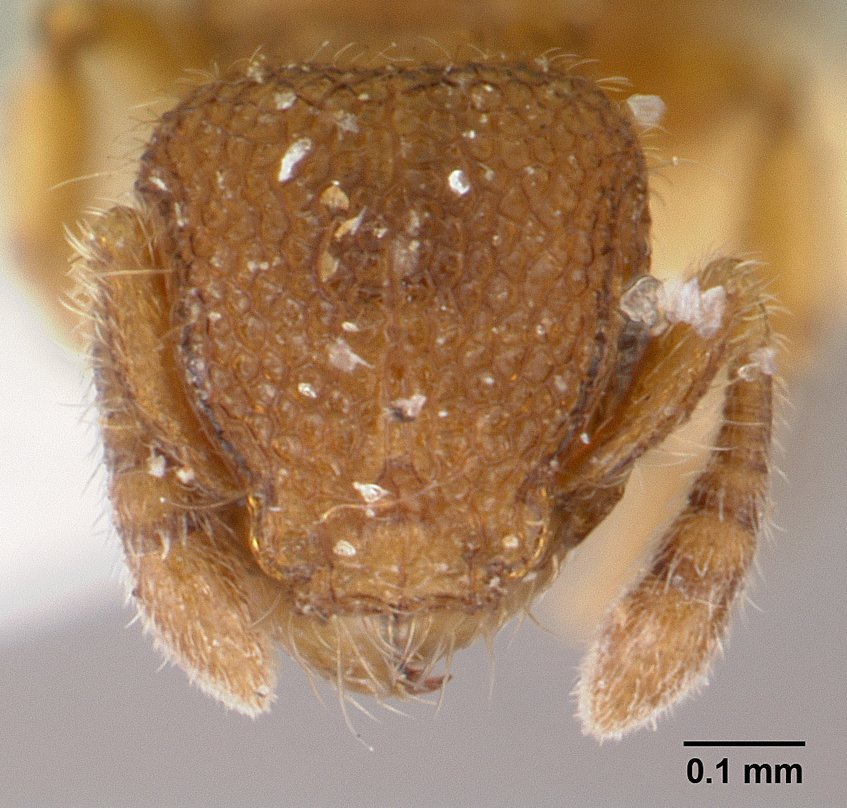